# Ли Аарон
Лий Аарън (на английски: Lee Aaron) родена като Карън Лин Грийнинг е канадска джаз и рок изпълнителка.

## Ранен живот
Родена е като Карън Лин Грийнинг на 21 юли 1962 г. в Онтарио, Канада. Започва да пее в училищни мюзикъли на петгодишна възраст. Тя посещава гимназия в Брамптън, Онтарио.
На седемнадесет години Аарън претърпя автомобилна катастрофа. Не се налага операция, но тя е със счупен нос и тежко натъртване на лицето си. 

## Дискография
- The Lee Aaron Project (1982)
- Metal Queen (1984)
- Call of the Wild (1985)
- Lee Aaron (1987)
- Bodyrock (1989)
- Some Girls Do (1991)
- Powerline – The Best Of Lee Aaron (1992)
- Emotional Rain (1994)
- 2preciious (1996)
- Slick Chick (2000)
- Beautiful Things (2004)

## Личен живот
Лий Аарън е омъжена, има 2 деца.